# Heinrich Ratjen
Heinrich "Dora" Ratjen (Erichshof, cerca de Bremen, 20 de noviembre de 1918-22 de abril de 2008) fue un atleta alemán que participó en los Juegos Olímpicos de Berlín de 1936 en la disciplina de salto de altura femenino, oportunidad en la que obtuvo el cuarto lugar. Su participación como atleta «femenino» fue parte de la prohibición aplicada por el régimen nazi a su mejor saltadora de altura, Gretel Bergmann, quien era alemana-judía. Sus innegables rasgos masculinos abrieron la polémica, a lo que respondía que padecía de una especie de hermafroditismo, probablemente un hipospadias. En 1938, logró batir el récord mundial de salto de altura (1.70 m) en los campeonatos de Europa en Viena.
El 21 de septiembre de 1938 fue denunciado por un revisor en una estación de trenes de Alemania. Fue arrestado y sometido a exámenes médicos, donde se confirmó que era biológicamente un hombre. Debido a esto se le acusó de fraude, por lo que se le confiscaron los reconocimientos y premios que había ganado anteriormente.
Su compañera de equipo Gretel Bergmann declaró: «Nunca tuve ninguna sospecha, ni siquiera una vez... En la ducha comunal nos preguntábamos por qué nunca se mostraba desnuda. Era grotesco que alguien todavía pudiera ser tan tímida a la edad de 17 años. Pensamos: 'Es extraña. Es rara' ... Pero nadie sabía o notó nada sobre su sexualidad diferente».
Según la BBC, Heinrich pasó a vivir una vida como hombre, fue reclutado en el ejército y más tarde trabajó como camarero en Hamburgo y Bremen antes de su muerte registrada en 2008.